# The Falls: Testament of Love
The Falls: Testament of Love je americký hraný film z roku 2013, který režíroval Jon Garcia podle vlastního scénáře. Film sleduje osudy představitelů filmu The Falls po pěti letech.

## Děj
Po návratu z misie se osudy RJa a Chrise rozejdou. RJ se dobrovolně odloučí od mormonské církve a odstěhuje se do Seattlu. Zde pracuje jako redaktor místního časopisu a vydal několik knih. Žije s Paulem, kterého po delší době představí svým rodičům. Chris chce naopak po návratu pokračovat v mormonské církvi. Na doporučení svého otce absolvuje léčbu homosexuality a poté se přestěhuje do Salt Lake City. Zde se ožení s Emily, se kterou má dceru. Má úspěšnou kariéru ve farmaceutickém průmyslu. RJ se neúspěšně pokouší kontaktovat Chrise, který však na dopisy ani telefonáty neodpovídá. Setkávají se až po pěti letech na pohřbu svého společného kamaráda Rodneyho. Zde RJ zjišťuje, že jeho city ke Chrisovi ani po letech neochladly, nicméně Chris jakýkoliv kontakt i nadále odmítá. RJ se po návratu do Seattlu rozejde s Paulem, vezme si dovolenou a odletí do Salt Lake City. Chris nejprve zuří, avšak posléze nahlédne, že jeho dosavadní život je přetvářka. Emily náhodou zjistí, že jejich vztah není jen čistě kamarádský. Chris se rozhodne čelit situaci čelem. Po coming outu se rozvede s Emily a žije sám. RJ se vrací sám zpět do Seattlu. 

## Obsazení
| Nick Ferrucci         | RJ      |
| Benjamin Farmer       | Chris   |
| Hannah Barefoot       | Emily   |
| Bruce Jennings        | Noah    |
| Mercedes Rose         | Debbie  |
| Thomas Stroppel       | Paul    |
| Trish Egan            | Gloria  |
| Andrew Bray           | Greg    |
| Stephanie Kay         | Chelsea |
| Kaitlyn Taylor Graves | Kaylee  |
| Keith Callanin        | Aaron   |
| Megan Carver          | Doris   |
| Harold Phillips       | Tom     |
| Audrey Walker         | Brenda  |